# Nicrophorus nigricornis
Nicrophorus nigricornis es una especie de escarabajo enterrador del género Nicrophorus, categorizada en la tribu Nicrophorini, de la subfamilia Nicrophorinae. Fue descrita por Faldermann en 1835.

## Distribución
Se distribuye por Asia: Armenia, Azerbaiyán, Georgia, Irán y Turquía.